# Carex nemostachys
Carex nemostachys är en halvgräsart som beskrevs av Ernst Gottlieb von Steudel. Carex nemostachys ingår i släktet starrar, och familjen halvgräs. Inga underarter finns listade i Catalogue of Life.